# Kaho (ort i Burkina Faso)
Kaho är en ort i Burkina Faso.   Den ligger i regionen Boucle du Mouhoun, i den sydvästra delen av landet, 210 km väster om huvudstaden Ouagadougou. Kaho ligger 274 meter över havet och antalet invånare är 875.
Terrängen runt Kaho är platt. Närmaste större samhälle är Kopoï, 13,3 km sydväst om Kaho.
Omgivningarna runt Kaho är en mosaik av jordbruksmark och naturlig växtlighet. Runt Kaho är det ganska glesbefolkat, med 50 invånare per kvadratkilometer.